# 福德天圣宫
古晋吻龙福德天圣宫，熟称吻龙庙、吻龙福德宫庙，曾用名福德公庙，是一座位于古晋三马拉汉省阿沙再也海口区，砂拉越河及沙邦河（Sungai Sabang）之间的吻龙镇的一所庙宇。
多年来，这座寺庙获得许多道教徒和佛教徒的青睐。如今，除了大伯公，这里也供奉着佛陀、天后圣母、济公活佛、慈悲娘娘和观音菩萨。
由于吻龙镇的居民以原住民与巫裔居多，除了华人信徒，不少巫裔民众也会前往庙宇膜拜。

## 背景
的中文翻译是吻龙，关于地名的由来有不同的说法。
吻龙原先是一条由三马拉汉河冲积物形成，延伸到甘榜丹朱的长沙脊。如今，它已被植被覆盖。当地的风水大师将其视为一条无法起飞的巨龙。吻龙在客家话念作，意思是圈养的龙。
然而，马来人说是一种用于制造船或舢舨的特殊斧头。它巧妙地安装在木杆的分叉端上，可以调节并用作锄头和斧头。

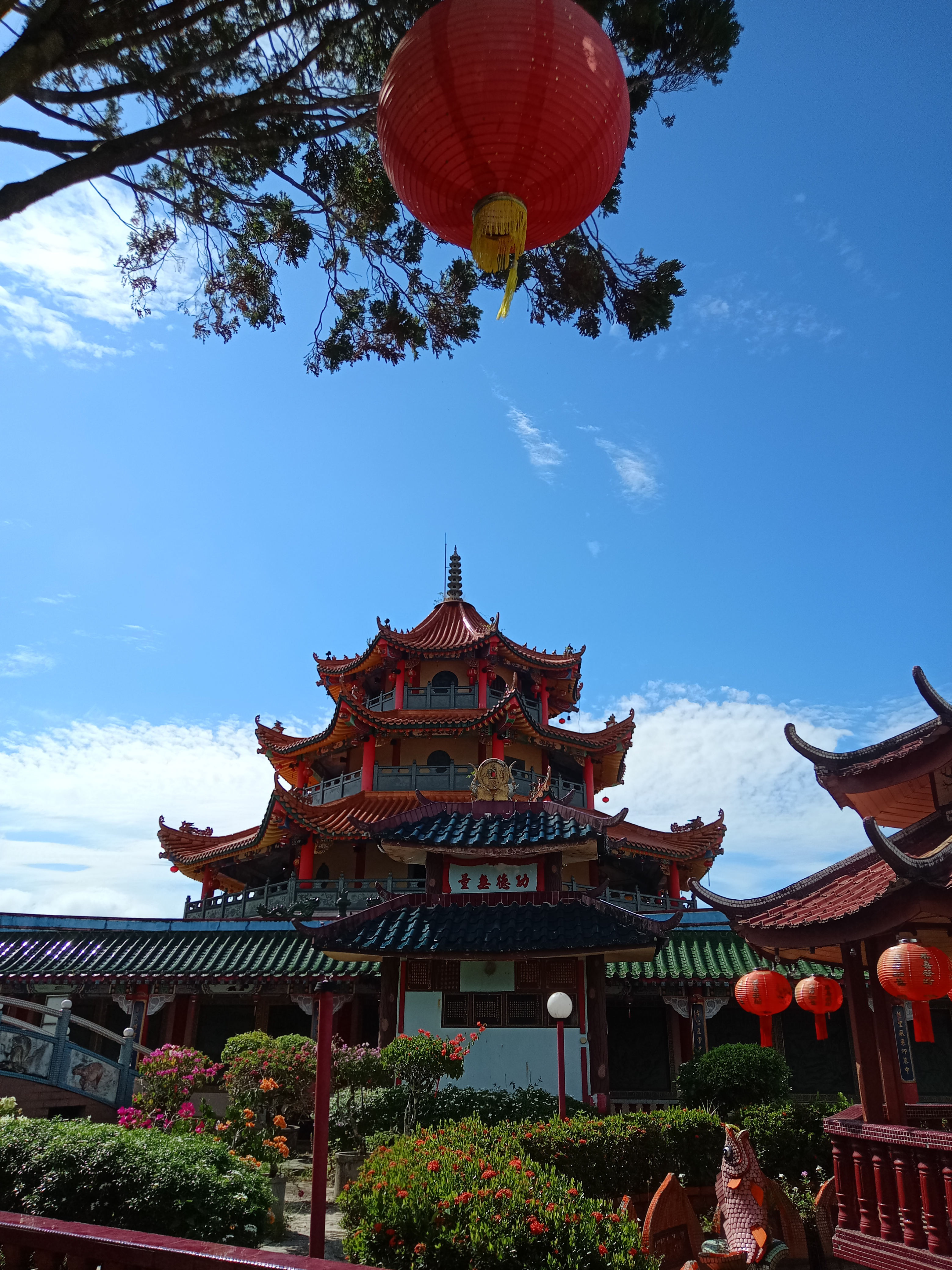
远观于2009年10月18日落成的慈云观状元楼皇天塔。底层大会堂为妙庄院。二层为由慈悲娘娘坐镇的慈云宝殿。第三层为藏经阁，顶层为功德楼。进塔前需脱鞋。

## 历史
庙的前身是1979年为了方便信众膜拜而临时搭建的茅屋，并于1980年代起逐步扩建至如今的模样。
新福德公庙与忠信堂在1988年华人农历年八月初一正式动工，并于1989年10月13日完工。同年10月15日，由時任砂拉越州助理部长拿督张君光主持开幕典礼。
2012年5月6日，古晋吻龙福德公庙为白云观、元辰殿、望江楼暨亲善大会堂举行联合动土礼。
2016年1月28日，举行财神爷石雕神像安座仪式。这座从中国特制的巨型神像高达12.8英尺，坐镇于慈云观状元楼皇天塔前。
2016年12月18日，来自砂沙各地的庙宇代表及善众参与阿弥陀禅定亭乔迁落成庆典暨千人素食午宴。落成典礼由巴达旺市议会主席兼巴达旺都吉当州长罗克强代表拿督沈桂贤主持。

## 建筑景观
福德天圣宫入口大门承“品”字排列，东南方向的第一入口为福德正门，西北第二口为鹤月门，东北之第三口是迎福门。三口大门之中设立“开门见山”，意指众善信待人处事及求神拜佛要坦诚相对，遭遇困境时利用自身的智慧将危机化为转机。
主殿为大伯公（原籍广东省揭阳县千家村的唐代开元年间进士林进源）庙，被忠信堂会堂、金龟许愿池、感恩亭（中式凉亭）、牌楼、十二生肖恩德桥、富贵桥、平安桥、鸳鸯桥、二十四孝牌坊、九龙壁、耗资二百万零吉的慈云观状元楼皇天塔、万寿塔、白云观望江楼禅定亭、十八罗汉院、八仙蓬莱阁、菩萨门、食堂等建筑群包围。

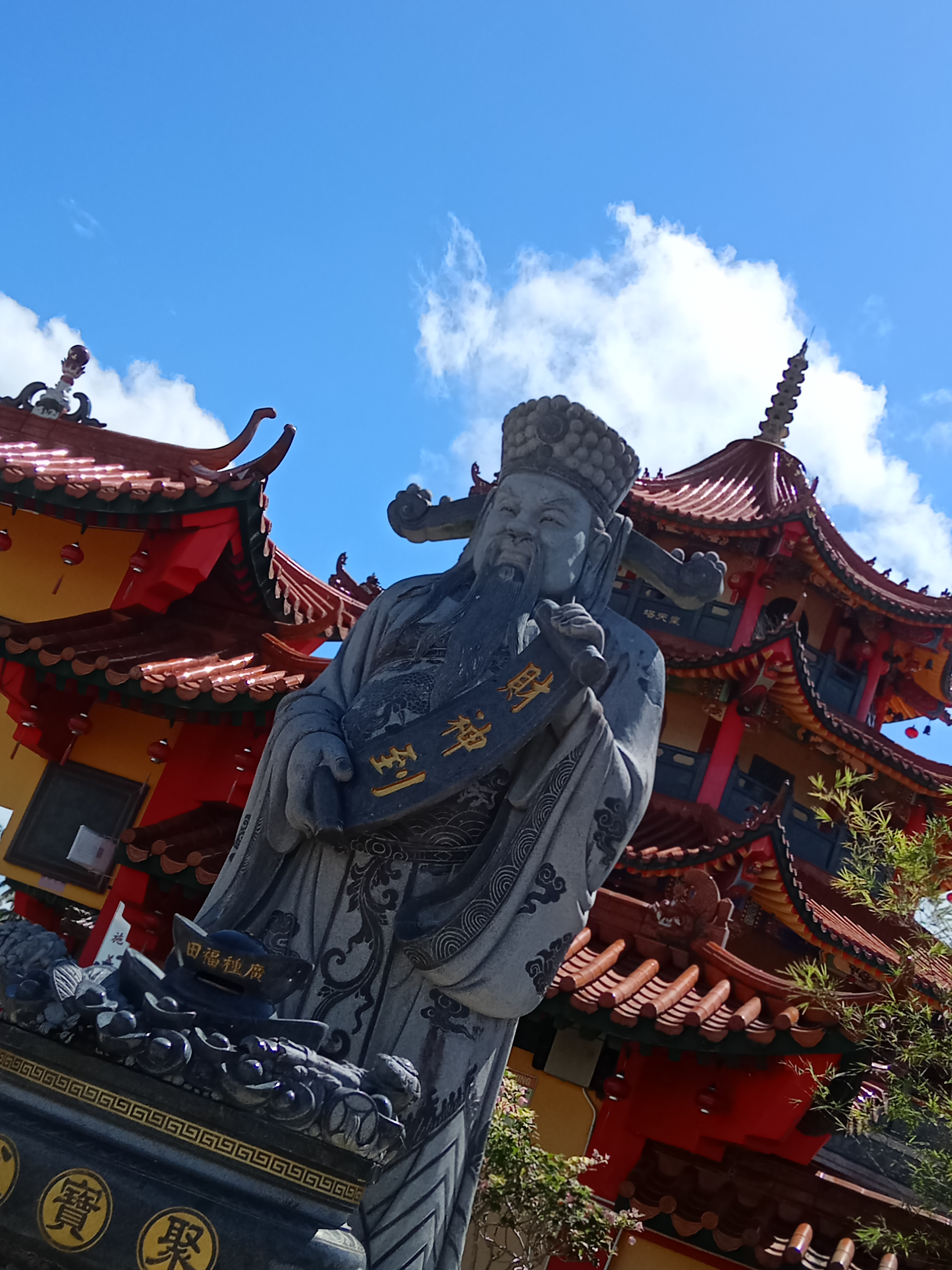
财神爷雕像。

庙宇结合现代机关，在滴水观音雕像前的不锈钢跪垫前下跪后，宝瓶便会流出圣水。在面相河流的财神爷雕像前方的不锈钢跪垫前跪拜，被触发的机关将会为信徒播放《财神到》一曲。

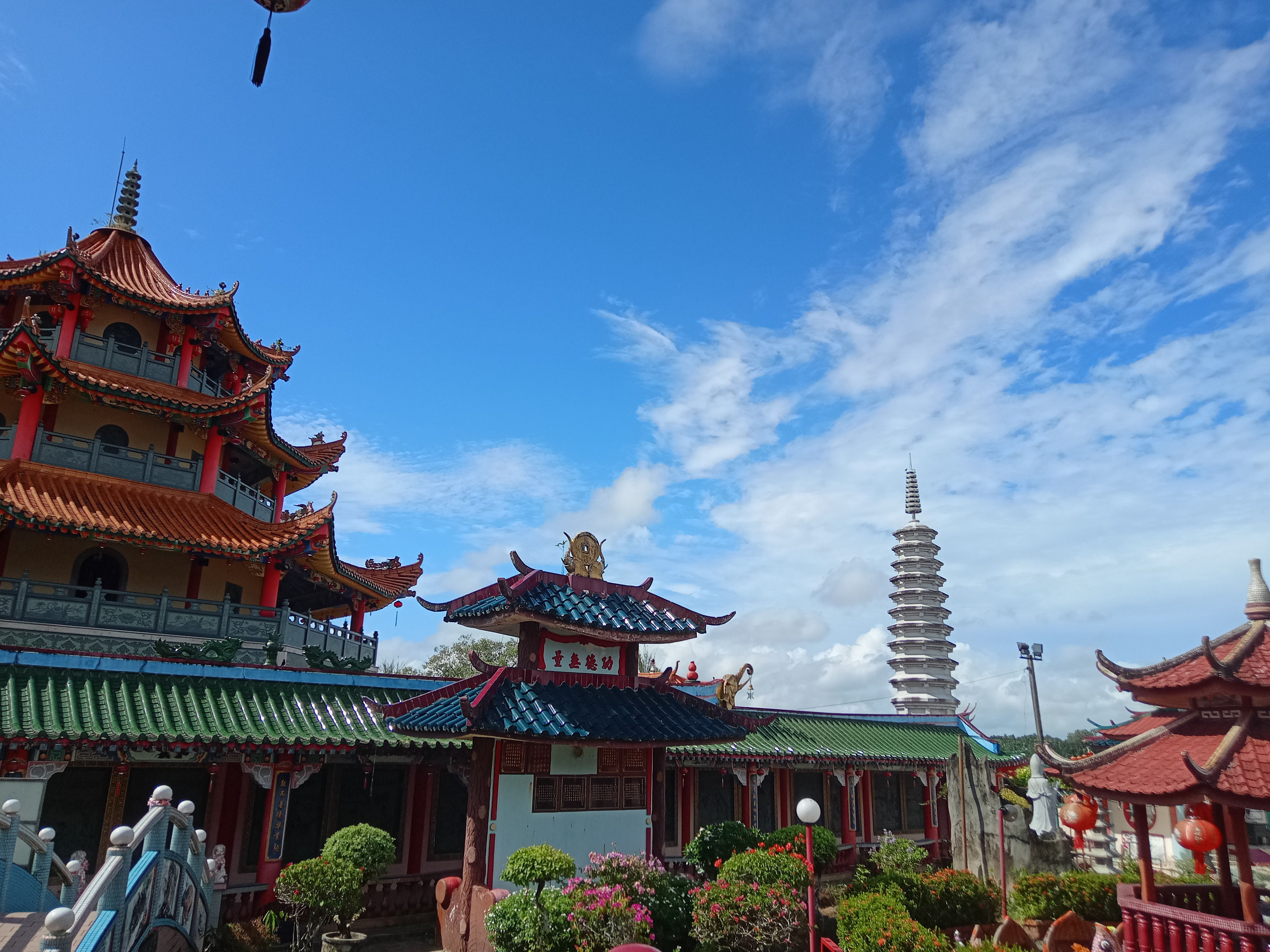
吻龙福德天圣宫的环境

## 传说
据称，一名信徒破译了乌龟背上的一个4位数字，并因此发了横财。之后，数百人前来金龟许愿池祈求财运。
信徒们还相信，如果每天绕慈云观状元楼皇天塔走三圈（即108步），就能健康长寿。
有些人证明了这种说法的真实性，导致人们相信神灵和寺庙具有某种神秘的力量。因此，许多人前来庙宇朝圣。

## 交通
福德天圣宫与古晋市中心的距离是40公里。信徒与游客需开车前往哥打三马拉汉甘榜打必叻的香蕉园才能抵达过境点，付了一令吉的船费后便可乘坐舢板前往对岸。
人们可以在三马拉汉河对岸的漂浮在水面上的福德天圣宫，就像一朵出淤泥而不染的莲花。